# Chung kết cúp EFL 2024
Chung kết cúp EFL 2024 là trận đấu cuối cùng của cúp EFL 2023-24, mùa giải thứ 64 của cúp EFL do Liên đoàn bóng đá Anh tổ chức. Trận đấu chứng kiến màn tranh tài giữa Chelsea và Liverpool, và được diễn ra tại sân vận động Wembley ở Luân Đôn, Anh vào ngày 25 tháng 2 năm 2024.
Liverpool giành chiến thắng với tỉ số 1–0 sau hiệp phụ để giành danh hiệu EFL Cup lần thứ 10 và là kỷ lục của giải đấu.

## Đường đến trận chung kết

### Chelsea
| Vòng đấu                                | Đối thủ                    | Tỷ số        |
| --------------------------------------- | -------------------------- | ------------ |
| 2                                       | AFC Wimbledon (H)          | 2–1          |
| 3                                       | Brighton & Hove Albion (H) | 1–0          |
| 4                                       | Blackburn Rovers (H)       | 2–0          |
| TK                                      | Newcastle United (H)       | 1–1 (4–2 p.) |
| BK                                      | Middlesbrough (A)          | 0–1          |
| BK                                      | Middlesbrough (H)          | 6–1          |
| Ghi chú: (H) = Sân nhà; (A) = Sân khách |                            |              |

Là một câu lạc bộ Premier League không tham gia bất kỳ giải đấu nào của UEFA, Chelsea tham gia vòng 2, nơi họ bị cầm hòa trên sân nhà trước câu lạc bộ thi đấu tại giải EFL League Two là AFC Wimbledon. Trận đấu diễn ra tại Stamford Bridge vào ngày 30 tháng 8 năm 2023, nơi Chelsea thắng 2-1 nhờ các bàn thắng của Noni Madueke và Enzo Fernández. Ở vòng 3, họ gặp câu lạc bộ Premier League là Brighton & Hove Albion trên sân nhà Stamford Bridge vào ngày 27 tháng 9. Trận đấu kết thúc với tỷ số 1–0, với bàn thắng duy nhất đến từ tiền đạo Nicolas Jackson ở phút thứ 50. Ở vòng 4, Chelseatiếp tục thi đấu trên sân nhà trước câu lạc bộ EFL Championship là Blackburn Rovers diễn ra vào ngày 1 tháng 11. Trận đấu chứng kiến Chelsea thoải mái đánh bại Blackburn với tỷ số 2–0, với các bàn thắng đến từ Benoît Badiashile và Raheem Sterling.
Ở vòng tứ kết, Chelsea lần thứ tư liên tiếp thi đấu trên sân nhà trước câu lạc bộ Premier League và là đội vào chung kết năm 2023 Newcastle United vào ngày 19 tháng 12. Callum Wilson ghi bàn thắng sớm cho Newcastle, tuy nhiên sai lầm phòng ngự của Kieran Trippier đã dẫn đến bàn gỡ hòa ở phút bù giờ của cầu thủ vào thay người của Chelsea là Mykhailo Mudryk, khiến trận đấu phải chuyển sang loạt sút luân lưu. Chelsea thắng 4–2 trên chấm phạt đền với tỷ lệ chuyển đổi 100%, với Cole Palmer, Conor Gallagher, Christopher Nkunku và Mudryk đều ghi bàn cho The Blues. Wilson và Bruno Guimarães thực hiện quả phạt đền của họ cho Newcastle, khi Trippier sút trượt và Matt Ritchie bị Đorđe Petrović cản phá quả phạt đền quyết định.
Trận bán kết diễn ra theo hai lượt, Chelsea đã bị cầm hòa trước câu lạc bộ tại EFL Championship là Middlesbrough với trận lượt đi diễn ra trên sân khách Riverside Stadium vào ngày 9 tháng 1 năm 2024. Middlesbrough đã gây sốc cho The Blues khi đánh bại họ với tỷ số 1–0 với bàn thắng từ pha lập công của Hayden Hackney. Trận lượt về diễn ra tại Stamford Bridge vào ngày 23 tháng 1, Chelsea thắng 6–1 (tổng tỷ số 6–2) trong trận đấu buộc phải thắng, với bàn phản lưới nhà của Jonny Howson, các bàn thắng của Fernández, Axel Disasi, Madueke, và cú đúp của Palmer ấn định chiến thắng cho Chelsea, bất chấp việc Morgan Rogers của Middlesbrough ghi bàn thắng danh dự.

### Liverpool
| Vòng đấu                                | Đối thủ             | Tỷ số |
| --------------------------------------- | ------------------- | ----- |
| 3                                       | Leicester City (H)  | 3–1   |
| 4                                       | Bournemouth (A)     | 2–1   |
| TK                                      | West Ham United (H) | 5–1   |
| BK                                      | Fulham (H)          | 2–1   |
| BK                                      | Fulham (A)          | 1–1   |
| Ghi chú: (H) = Sân nhà; (A) = Sân khách |                     |       |

Là một câu lạc bộ Premier League và tham gia UEFA Europa League 2023–24, Liverpool thi đấu vòng ba, nơi họ thi đấu trên sân nhà trước câu lạc bộ tại EFL Championship là Leicester City. Trận đấu diễn ra tại Anfield vào ngày 27 tháng 9 năm 2023, Liverpool thắng 3-1 nhờ các bàn thắng của Cody Gakpo, Dominik Szoboszlai và Diogo Jota. Ở vòng 4, họ gặp câu lạc bộ Premier League là Bournemouth, thi đấu tại Dean Court vào ngày 1 tháng 11 năm 2023. Trận đấu kết thúc với chiến thắng 2-1 cho Liverpool, với Cody Gakpo và Darwin Núñez đều có tên trên bảng tỷ số. Ở vòng tứ kết, Liverpool thi đấu trên sân nhà trước câu lạc bộ Premier League là West Ham United vào ngày 20 tháng 12 năm 2023. Liverpool đã tạo ra một màn trình diễn vượt trội để giành chiến thắng 5–1, với các bàn thắng đến từ Dominik Szoboszlai, Curtis Jones, Cody Gakpo và Mohamed Salah. Jones ghi cú đúp, bàn thắng thứ hai của anh là bàn thắng thứ 500 cho Liverpool tại Cúp EFL. Trong trận bán kết diễn ra hai lượt, Liverpool gặp câu lạc bộ Premier League là Fulham với trận lượt đi diễn ra trên sân nhà Anfield vào ngày 10 tháng 1 năm 2024. Mặc dù bị dẫn trước trong hiệp một nhờ bàn thắng của Willian, Liverpool hoàn tất lội ngược dòng để giành chiến thắng 2-1 sau hai bàn thắng trong hiệp hai do công của Curtis Jones và Cody Gakpo. Trận lượt về diễn ra tại Craven Cottage vào ngày 24 tháng 1, trận đấu kết thúc với tỷ số hòa 1-1 với pha lập công của Issa Diop và Luis Díaz. Kết quả là Liverpool đã giành chiến thắng chung cuộc 3–2 để tiến tới trận chung kết EFL Cup thứ hai sau ba mùa giải.

## Trận đấu

### Chi tiết
| Chelsea | 0–1 (s.h.p.) | Liverpool       |
| ------- | ------------ | --------------- |
|         | Chi tiết     | - van Dijk 118' |

| Chelsea | Liverpool |

| TM                  | 28 | Đorđe Petrović     |        |      |
| HV                  | 27 | Malo Gusto         |        |      |
| HV                  | 2  | Axel Disasi        |        |      |
| HV                  | 26 | Levi Colwill       |        |      |
| HV                  | 21 | Ben Chilwell (c)   | 45+3'  | 113' |
| TV                  | 25 | Moisés Caicedo     |        |      |
| TV                  | 8  | Enzo Fernández     |        |      |
| TV                  | 20 | Cole Palmer        | 120+2' |      |
| TV                  | 23 | Conor Gallagher    |        | 97'  |
| TV                  | 7  | Raheem Sterling    |        | 67'  |
| TĐ                  | 15 | Nicolas Jackson    |        | 90'  |
| Thay người:         |    |                    |        |      |
| TM                  | 1  | Robert Sánchez     |        |      |
| TM                  | 13 | Marcus Bettinelli  |        |      |
| HV                  | 14 | Trevoh Chalobah    |        | 113' |
| HV                  | 42 | Alfie Gilchrist    |        |      |
| TV                  | 49 | Jimi Tauriainen    |        |      |
| TV                  | 56 | Billy Gee          |        |      |
| TĐ                  | 10 | Mykhailo Mudryk    |        | 90'  |
| TĐ                  | 11 | Noni Madueke       |        | 97'  |
| TĐ                  | 18 | Christopher Nkunku |        | 67'  |
| Huấn luyện viên:    |    |                    |        |      |
| Mauricio Pochettino |    |                    |        |      |

| TM               | 62 | Caoimhín Kelleher   |        |      |
| HV               | 84 | Conor Bradley       | 45+3'  | 72'  |
| HV               | 5  | Ibrahima Konaté     | 82'    | 105' |
| HV               | 4  | Virgil van Dijk (c) |        |      |
| HV               | 26 | Andrew Robertson    |        | 87'  |
| TV               | 10 | Alexis Mac Allister | 81'    | 87'  |
| TV               | 3  | Wataru Endō         |        |      |
| TV               | 38 | Ryan Gravenberch    |        | 28'  |
| TĐ               | 19 | Harvey Elliott      |        |      |
| TĐ               | 18 | Cody Gakpo          |        | 87'  |
| TĐ               | 7  | Luis Díaz           |        |      |
| Thay người:      |    |                     |        |      |
| TM               | 13 | Adrián              |        |      |
| HV               | 2  | Joe Gomez           | 120+3' | 28'  |
| HV               | 21 | Kostas Tsimikas     |        | 87'  |
| HV               | 78 | Jarell Quansah      |        | 105' |
| TV               | 53 | James McConnell     | 107'   | 87'  |
| TV               | 67 | Lewis Koumas        |        |      |
| TV               | 98 | Trey Nyoni          |        |      |
| TĐ               | 42 | Bobby Clark         |        | 72'  |
| TĐ               | 76 | Jayden Danns        |        | 87'  |
| Huấn luyện viên: |    |                     |        |      |
| Jürgen Klopp     |    |                     |        |      |

| Cầu thủ xuất sắc nhất trận đấu: Virgil van Dijk (Liverpool) Trợ lý trọng tài: Mark Scholes James Mainwaring Trọng tài thứ tư: Tim Robinson Trợ lý trọng tài dự bị: Wade Smith Trợ lý trọng tài video: John Brooks (Leicestershire) Trợ lý tổ trợ lý trọng tài video: Marc Perry | Luật trận đấu - 90 phút - 30 phút của hiệp phụ nếu cần thiết - Loạt sút luân lưu nếu vẫn có tỷ số hòa - Có tối đa 9 cầu thủ dự bị - Được phép thay tối đa 5 cầu thủ dự bị, và được phép thay thêm 1 cầu thủ dự bị nữa trong hiệp phụ |

### Số liệu thống kê
| Thống kê             | Chelsea | Liverpool |
| -------------------- | ------- | --------- |
| Tổng số cú sút       | 19      | 24        |
| Cú sút trúng đích    | 9       | 11        |
| Tỉ lệ kiểm soát bóng | 46%     | 54%       |
| Phạt góc             | 6       | 5         |
| Việt vị              | 3       | 2         |
| Số lần phạm lỗi      | 14      | 21        |
| Thẻ vàng             | 2       | 5         |
| Thẻ đỏ               | 0       | 0         |